# 주몬지 아오
주몬지 아오(일본어: 十文字 青 쥬몬지 아오[*])는 일본의 소설가이다. 홋카이도 호쿠토시 출신. 홋카이도 대학 문학부 졸업. 데뷔 전은 스트리트 뮤지션을 한 경력이 있으며 자작 앨범을 판매한 적도 있다.
펜네임의 유래는 본래〈十神霙〉였지만 〈霙〉읽혀지지 않아 〈十文字青〉로 변경. 2003년 《순결 블루스 프링》으로 제7회 가도카와 학원 소설 대상 특별상을 수상해 데뷔하게 되지만 본인의 사정으로 인해 《장미의 마리아Ⅰ．꿈을 뒤쫓는 여왕은 영원히 잠들어라》로 데뷔하게 되었으며 데뷔작인 《순결 블루스 프링》은 2009년 여름 일반 문여 작품으로 발행되었다.
라이트 노벨 작가 중에서도 제법 집필 속도가 빠른 편에 속한다.